# Ephyrogymna circularis
Ephyrogymna circularis là một loài nhện biển trong họ Ascorhynchoidea (incertae sedis). Chúng được miêu tả khoa học năm 1943 bởi Hedgpeth.